# Stora Bötets naturreservat
Stora Bötets naturreservat är ett naturreservat i Nyköpings kommun beläget i Tunaberg cirka tre kilometer söder om Tuna kyrka. Syftet med reservatet är att bevara ett av Sörmlands läns största myrkomplex med mossar.
Naturreservatets högsta punkt är Bötesberget, 92 meter över havet. Gälkhyttedammen ingår i reservatet. Det är ett Natura2000 område tillsmamans med det näraliggande Pilthyttedammens naturreservat.
Sörmlandsledens etapp 36 går genom reservatet.

## Bildgalleri

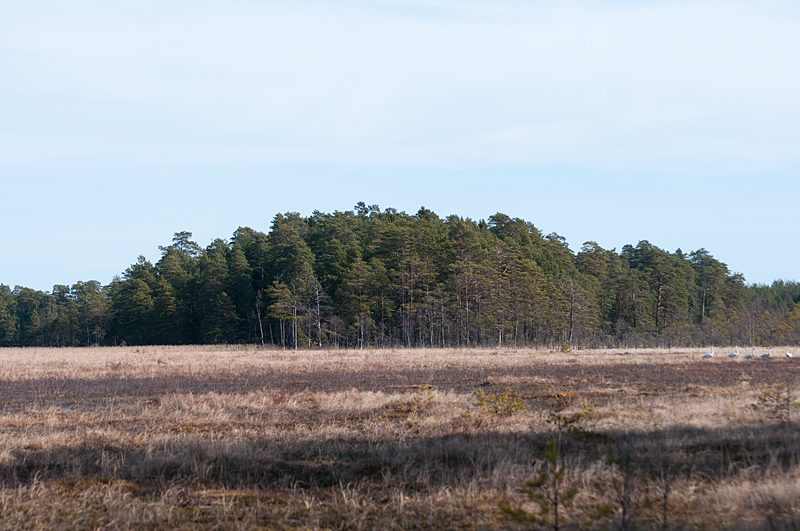
Störa Bötet
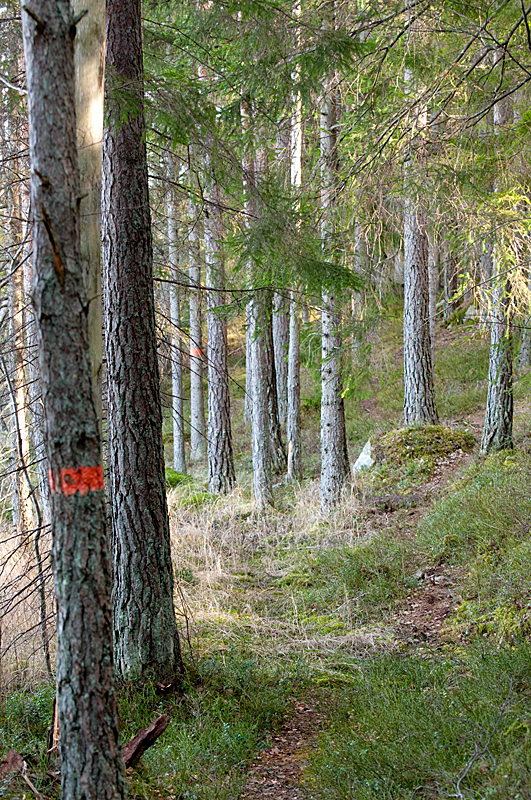
Sörmlandsleden